# Wangjiaqiao (köpinghuvudort i Kina, Hubei Sheng, lat 30,14, long 111,67)
Wangjiaqiao är en köpinghuvudort i Kina. Den ligger i provinsen Hubei, i den centrala delen av landet, omkring 260 kilometer väster om provinshuvudstaden Wuhan. Antalet invånare är 44 780. Befolkningen består av 21 873 kvinnor och 22 907 män. Barn under 15 år utgör 9,0 %, vuxna 15-64 år 77 %, och äldre över 65 år 12,0 %.
Runt Wangjiaqiao är det tätbefolkat, med 383 invånare per kvadratkilometer. Närmaste större samhälle är Songzi, 10,7 km öster om Wangjiaqiao. Trakten runt Wangjiaqiao består till största delen av jordbruksmark.
Genomsnittlig årsnederbörd är 1 313 millimeter. Den regnigaste månaden är maj, med i genomsnitt 197 mm nederbörd, och den torraste är december, med 17 mm nederbörd.